# Veltins
Veltins – niemiecki browar zlokalizowany w Meschede i marka piwa, które w Polsce dystrybuowane jest m.in. przez sieć handlową Lidl. Browar C.& A. Veltins GmbH & Co. KG założono w  1824, obecnie jego właścicielką jest Susanne Veltins. Veltins jest również czołowym producentem na rynku niemieckim napojów niskoalkoholowych typu Radler. Firma jest sponsorem tytularnym  stadionu klubu piłkarskiego Schalke 04 Gelsenkirchen, Turnieju Czterech Skoczni oraz niektórych innych zawodów w skokach narciarskich, snowboardzie i biathlonie, szczególnie na terenie Niemiec.